# Hormiokrypsis
Hormiokrypsis är ett släkte av svampar. Hormiokrypsis ingår i familjen Metacapnodiaceae, ordningen Capnodiales, klassen Dothideomycetes, divisionen sporsäcksvampar och riket svampar.
|               | Rosaria                                   |
|               |                                           |
|               | Ophiocapnocoma                            |
|               |                                           |
|               | Capnophialophora                          |
|               |                                           |
|               | Capnocybe                                 |
|               |                                           |
|               | Capnosporium                              |
|               |                                           |
|               | Capnobotrys                               |
|               |                                           |
| Hormiokrypsis | \| \| Hormiokrypsis libocedri \| \| \| \| |
|               | \| \| Hormiokrypsis libocedri \| \| \| \| |
|               | Metacapnodium                             |
|               |                                           |
|               | Hormiokrypsis libocedri                   |
|               |                                           |

|  | Hormiokrypsis libocedri |
|  |                         |